# 山路ふみ子映画賞
山路ふみ子映画賞（やまじふみこえいがしょう）は、日本の映画の賞。
その年に発表された日本映画に対して最も早く贈られることで知られる。2004年12月に92歳で亡くなった女優の山路ふみ子は日本映画の振興のために私財を擲って1976年に「山路ふみ子文化財団」を設立して同映画賞の授与を開始した。
以下の7部門が存在する（賞金はいずれも50万円）。 個人賞は山路ふみ子にちなんで、女優賞のみを表彰している。なお、映画賞を除く各賞の回数と発表回の数字は一致しない。
- 山路ふみ子映画賞
- 山路ふみ子女優賞
- 山路ふみ子新人女優賞
- 山路ふみ子映画功労賞
- 山路ふみ子文化賞
- 山路ふみ子福祉賞
- 山路ふみ子文化財団特別賞

2022年の第45回をもって終了した。

## 歴代各賞

### 1977年（第1回）
- 山路ふみ子映画賞：新藤兼人「竹山ひとり旅」
- 山路ふみ子映画功労賞：衣笠貞之助、浦辺粂子

### 1978年（第2回）
- 山路ふみ子映画賞：藤田敏八「帰らざる日々」
- 山路ふみ子映画功労賞：伊藤大輔、川喜多長政

### 1979年（第3回）
- 山路ふみ子映画賞：今村昌平「復讐するは我にあり」
- 山路ふみ子映画功労賞：岩田祐吉、淀川長治

### 1980年（第4回）
- 山路ふみ子映画賞：羽仁進「アフリカ物語」
- 山路ふみ子映画功労賞：岡島艶子
- 山路ふみ子文化財団特別賞：小田島雄志

### 1981年（第5回）
- 山路ふみ子映画賞：根岸吉太郎「遠雷」
- 山路ふみ子映画功労賞：岡本健一
- 山路ふみ子文化財団特別賞：西原延和（フィルムコレクター）

### 1982年（第6回）
- 山路ふみ子映画賞：深作欣二「蒲田行進曲」
- 山路ふみ子映画功労賞：宮本亀之丞
- 山路ふみ子文化財団特別賞：中川信夫

### 1983年（第7回）
- 山路ふみ子映画賞：栗崎碧「曽根崎心中」
- 山路ふみ子映画功労賞：牛原虚彦
- 山路ふみ子文化財団特別賞：東映太秦映画村

### 1984年（第8回）
- 山路ふみ子映画賞：伊丹十三「お葬式」
- 山路ふみ子映画功労賞：毛利菊枝
- 山路ふみ子文化賞：森繁久彌
- 山路ふみ子福祉賞：「けやきの」設立準備委員会
- 山路ふみ子文化財団特別賞：和田誠

### 1985年（第9回）
- 山路ふみ子映画賞：森田芳光「それから」
- 山路ふみ子映画功労賞：野上照代
- 山路ふみ子文化賞：大平和登
- 山路ふみ子福祉賞：宮城まり子
- 山路ふみ子文化財団特別賞：久米利一（雑誌編集者）、湯布院映画祭実行委員会

### 1986年（第10回）
- 山路ふみ子映画賞：山田洋次「キネマの天地」
- 山路ふみ子映画功労賞：青山敏美
- 山路ふみ子文化賞：佐藤忠男
- 山路ふみ子福祉賞：柳沢寿男
- 山路ふみ子文化財団特別賞：倉本聡

### 1987年（第11回）
- 山路ふみ子映画賞：神山征二郎「ハチ公物語」
- 山路ふみ子女優賞：大原麗子
- 山路ふみ子映画功労賞：笠智衆
- 山路ふみ子文化賞：劇団飛行船
- 山路ふみ子福祉賞：グループ現代
- 山路ふみ子文化財団特別賞：小川プロダクション

### 1988年（第12回）
- 山路ふみ子映画賞：宮崎駿「となりのトトロ」
- 山路ふみ子女優賞：吉永小百合
- 山路ふみ子映画功労賞：川島庸子
- 山路ふみ子文化賞：市川猿之助
- 山路ふみ子福祉賞：松山善三
- 山路ふみ子文化財団特別賞：徳間康快

### 1989年（第13回）
- 山路ふみ子映画賞：大林宣彦「北京的西瓜」
- 山路ふみ子女優賞：松坂慶子
- 山路ふみ子新人女優賞：川原亜矢子
- 山路ふみ子映画功労賞：依田義賢
- 山路ふみ子文化賞：勅使河原宏
- 山路ふみ子福祉賞：福祉映画祭イン・ナゴヤ
- 山路ふみ子文化財団特別賞：キネマ旬報社、三浦大四郎（池袋「文芸座」）

### 1990年（第14回）
- 山路ふみ子映画賞：中原俊「桜の園」
- 山路ふみ子女優賞：香川京子
- 山路ふみ子新人女優賞：牧瀬里穂
- 山路ふみ子映画功労賞：杉原よ志
- 山路ふみ子文化賞：河原崎権十郎
- 山路ふみ子福祉賞：羽田澄子
- 山路ふみ子文化財団特別賞：藤子不二雄A

### 1991年（第15回）
- 山路ふみ子映画賞：黒澤明「八月の狂詩曲」
- 山路ふみ子女優賞：樋口可南子
- 山路ふみ子新人女優賞：和久井映美
- 山路ふみ子映画功労賞：村瀬幸子
- 山路ふみ子文化賞：木村威夫
- 山路ふみ子福祉賞：山田洋次
- 山路ふみ子文化財団特別賞：高畑勲

### 1992年（第16回）
- 山路ふみ子映画賞：神山征二郎「遠き落日」
- 山路ふみ子女優賞：三田佳子
- 山路ふみ子新人女優賞：清水美砂
- 山路ふみ子映画功労賞：倉嶋暢
- 山路ふみ子文化賞：宮川一夫
- 山路ふみ子福祉賞：ガレリア・西友「橋のない川」
- 山路ふみ子文化財団特別賞：周防正行

### 1993年（第17回）
- 山路ふみ子映画賞：山田洋次「学校」
- 山路ふみ子女優賞：和久井映美
- 山路ふみ子新人女優賞：及川麻衣
- 山路ふみ子映画功労賞：西岡善信
- 山路ふみ子文化賞：椎名誠 「あひるのうたが聞こえてくるよ。」
- 山路ふみ子福祉賞：「病院で死ぬということ」製作委員会
- 山路ふみ子文化財団特別賞：澤井信一郎

### 1994年（第18回）
- 山路ふみ子映画賞：渡邊孝好「居酒屋ゆうれい」
- 山路ふみ子女優賞：高岡早紀
- 山路ふみ子新人女優賞：佐伯日菜子
- 山路ふみ子映画功労賞：高村倉太郎
- 山路ふみ子文化賞：高野悦子
- 山路ふみ子福祉賞：横川元彦
- 山路ふみ子文化財団特別賞：原一男

### 1995年（第19回）
- 山路ふみ子映画賞：新藤兼人「午後の遺言状」
- 山路ふみ子女優賞：秋吉久美子
- 山路ふみ子新人女優賞：栗田麗
- 山路ふみ子映画功労賞：御園京平
- 山路ふみ子文化賞：杉村春子
- 山路ふみ子福祉賞：「奈緒ちゃん」製作委員会
- 山路ふみ子文化財団特別賞：朝霧鏡子

### 1996年（第20回）
- 山路ふみ子映画賞：東陽一「絵の中のぼくの村」
- 山路ふみ子女優賞：原田美枝子
- 山路ふみ子新人女優賞：深津絵里
- 山路ふみ子映画功労賞：岡崎宏三
- 山路ふみ子文化賞：小栗康平
- 山路ふみ子福祉賞：「愛の黙示録」製作委員会
- 山路ふみ子文化財団特別賞：北野武

### 1997年（第21回）
- 山路ふみ子映画賞：今村昌平「うなぎ」
- 山路ふみ子女優賞：清水美砂
- 山路ふみ子新人女優賞：酒井美紀
- 山路ふみ子映画功労賞：双葉十三郎
- 山路ふみ子文化賞：鈴木敏夫「もののけ姫」
- 山路ふみ子福祉賞：河瀬直美
- 山路ふみ子文化財団特別賞：「港の雨」を見る会・秦信夫

### 1998年（第22回）
- 山路ふみ子映画賞：平山秀幸「愛を乞うひと」
- 山路ふみ子女優賞：大竹しのぶ
- 山路ふみ子新人女優賞：田中麗奈
- 山路ふみ子映画功労賞：増田悦章
- 山路ふみ子文化賞：三谷幸喜
- 山路ふみ子福祉賞：大林宣彦
- 山路ふみ子文化財団特別賞：古湯映画祭実行委員会

### 1999年（第23回）
- 山路ふみ子映画賞：降旗康男「鉄道員」
- 山路ふみ子女優賞：風吹ジュン
- 山路ふみ子新人女優賞：広末涼子
- 山路ふみ子映画功労賞：小林桂樹
- 山路ふみ子文化賞：中山節夫
- 山路ふみ子福祉賞：忍足亜希子
- 山路ふみ子文化財団特別賞：藤原智子

### 2000年（第24回）
- 山路ふみ子映画賞：小泉尭史「雨あがる」
- 山路ふみ子女優賞：宮崎美子
- 山路ふみ子新人女優賞：北川智子
- 山路ふみ子映画功労賞：田中美佐江
- 山路ふみ子文化賞：市川崑
- 山路ふみ子福祉賞：槙坪多鶴子
- 山路ふみ子文化財団特別賞：澤登翠

### 2001年（第25回）
- 山路ふみ子映画賞：宮崎駿「千と千尋の神隠し」
- 山路ふみ子女優賞：田中裕子
- 山路ふみ子新人女優賞：真中瞳
- 山路ふみ子映画功労賞：三橋達也、大木実、青木富夫、風見章子
- 山路ふみ子文化賞：山形国際ドキュメンタリー映画祭実行委員会
- 山路ふみ子福祉賞：熊井啓
- 山路ふみ子文化財団特別賞：岸恵子

### 2002年（第26回）
- 山路ふみ子映画賞：篠原哲雄「命」
- 山路ふみ子女優賞：鈴木京香
- 山路ふみ子新人女優賞：遠野凪子
- 山路ふみ子映画功労賞：宍戸大全「水戸黄門」
- 山路ふみ子文化賞：北林谷栄
- 山路ふみ子福祉賞：小山内美江子
- 山路ふみ子文化財団特別賞：原正人

### 2003年（第27回）
- 山路ふみ子映画賞：山田洋次「たそがれ清兵衛」
- 山路ふみ子女優賞：市原悦子
- 山路ふみ子新人女優賞：清水美那
- 山路ふみ子映画功労賞：村木与四郎
- 山路ふみ子文化賞：土本典昭
- 山路ふみ子福祉賞：天願大介
- 山路ふみ子文化財団特別賞：日活撮影所スタジオセンター

### 2004年（第28回）
- 山路ふみ子映画賞：黒木和雄「父と暮せば」
- 山路ふみ子女優賞：宮沢りえ「父と暮せば」
- 山路ふみ子新人女優賞：一青窈「珈琲時光」
- 山路ふみ子映画功労賞：高林陽一
- 山路ふみ子文化賞：千野皓司
- 山路ふみ子福祉賞：是枝裕和「誰も知らない」
- 山路ふみ子文化財団特別賞：渡辺謙

### 2005年（第29回）
- 山路ふみ子映画賞：犬童一心「メゾン・ド・ヒミコ」
- 山路ふみ子女優賞：柴咲コウ「メゾン・ド・ヒミコ」
- 山路ふみ子新人女優賞：香椎由宇「リンダ リンダ リンダ」
- 山路ふみ子映画功労賞：前田米造
- 山路ふみ子文化賞：戸田奈津子
- 山路ふみ子福祉賞：小林茂「わたしの季節」

### 2006年（第30回）
- 山路ふみ子映画賞：根岸吉太郎「雪に願うこと」
- 山路ふみ子女優賞：蒼井優「フラガール」
- 山路ふみ子新人女優賞：真木よう子「ゆれる」
- 山路ふみ子映画功労賞：藤村志保「カーテンコール」
- 山路ふみ子文化賞：マキノ雅彦
- 山路ふみ子福祉賞：「明日の記憶」製作委員会

### 2007年（第31回）
- 山路ふみ子映画賞：周防正行「それでもボクはやってない」
- 山路ふみ子女優賞：竹内結子「サイドカーに犬」
- 山路ふみ子新人女優賞：成海璃子「あしたの私のつくり方」「神童」「きみにしか聞こえない」
- 山路ふみ子映画功労賞：橋本忍「複眼の映像 私と黒澤明」他
- 山路ふみ子文化賞：長部日出雄
- 山路ふみ子福祉賞：近藤明男「ふみ子の海」

### 2008年（第32回）
- 山路ふみ子映画賞：橋口亮輔「ぐるりのこと。」
- 山路ふみ子女優賞：小泉今日子「グーグーだって猫である」「トウキョウソナタ」
- 山路ふみ子新人女優賞：綾瀬はるか「僕の彼女はサイボーグ」「ザ・マジックアワー」「ICHI」「ハッピーフライト」
- 山路ふみ子映画功労賞：大竹洋子
- 山路ふみ子文化賞：若松孝二「実録・連合赤軍 あさま山荘への道程」
- 山路ふみ子福祉賞：泉悦子「心理学者・原口鶴子の青春」

### 2009年（第33回）
- 山路ふみ子映画賞：西川美和「ディア・ドクター」
- 山路ふみ子女優賞：松たか子「ヴィヨンの妻 〜桜桃とタンポポ〜」
- 山路ふみ子新人女優賞：柴本幸「TAJOMARU」
- 山路ふみ子映画功労賞：八千草薫
- 山路ふみ子文化賞：木村大作「劔岳 点の記」
- 山路ふみ子福祉賞：松林要樹「花と兵隊」
- 山路ふみ子文化財団特別賞：三國連太郎

### 2010年（第34回）
- 山路ふみ子映画賞：李相日「悪人」
- 山路ふみ子女優賞：寺島しのぶ「キャタピラー」
- 山路ふみ子新人女優賞：満島ひかり「悪人」
- 山路ふみ子映画功労賞：淡島千景
- 山路ふみ子文化賞：荻上直子「トイレット」
- 山路ふみ子福祉賞：中村和彦「アイ・コンタクト」
- 山路ふみ子文化財団特別賞：鈴木清順

### 2011年（第35回）
- 山路ふみ子映画賞：新藤兼人「一枚のハガキ」
- 山路ふみ子女優賞：永作博美「酔いがさめたら、うちに帰ろう。」
- 山路ふみ子新人女優賞：井上真央「八日目の蝉」
- 山路ふみ子映画功労賞：浅丘ルリ子
- 山路ふみ子文化賞：砂田麻美「エンディングノート」
- 山路ふみ子福祉賞：塩屋俊「ふたたびswing me again」
- 山路ふみ子文化財団特別賞：丸尾定（山路ふみ子文化財団理事）、溝口喜文（山路ふみ子文化財団理事）

### 2012年（第36回）
- 山路ふみ子映画賞：周防正行「終の信託」
- 山路ふみ子女優賞：吉永小百合「北のカナリアたち」
- 山路ふみ子新人女優賞：武井咲
- 山路ふみ子文化賞：すずきじゅんいち
- 山路ふみ子福祉賞：大宮浩一

### 2013年（第37回）
- 山路ふみ子映画賞：冨樫森「おしん」
- 山路ふみ子女優賞：真木よう子
- 山路ふみ子新人女優賞：濱田ここね
- 山路ふみ子映画功労賞：仲代達矢
- 山路ふみ子文化賞：田中光敏
- 山路ふみ子福祉賞：森﨑東
- 山路ふみ子文化財団特別賞：藤村志保、畑三郎（映画研究家）

### 2014年（第38回）
- 山路ふみ子映画賞：小泉堯史『蜩ノ記』
- 山路ふみ子女優賞：宮沢りえ
- 山路ふみ子新人女優賞：上白石萌音
- 山路ふみ子映画功労賞：富司純子
- 山路ふみ子文化賞：周防正行
- 山路ふみ子福祉賞：石井裕也
- 山路ふみ子文化財団特別賞：長山藍子

### 2015年（第39回）
- 山路ふみ子映画賞：是枝裕和『海街diary』
- 山路ふみ子女優賞：樹木希林
- 山路ふみ子新人女優賞：広瀬すず
- 山路ふみ子映画功労賞：岡本みね子
- 山路ふみ子文化賞：原恵一
- 山路ふみ子福祉賞：
- 山路ふみ子文化財団特別賞：品田雄吉[3]、楠山忠之[4]

### 2016年（第40回）
- 山路ふみ子映画賞：李相日『怒り』
- 山路ふみ子女優賞：宮崎あおい
- 山路ふみ子新人女優賞：松岡茉優
- 山路ふみ子映画功労賞：芦澤明子
- 山路ふみ子文化賞：新海誠
- 山路ふみ子福祉賞：佐々木聰
- 山路ふみ子文化財団特別賞：高橋惠子（長年に及ぶ弛まぬ努力と群れ抜く美貌で優れた女優人生を維持し、山路ふみ子文化財団主催の「名画特別上映会」に多大な貢献を果たした献身的な活動に対して）[5]

### 2017年（第41回）
- 山路ふみ子映画賞：三島有紀子『幼な子われらに生まれ』
- 山路ふみ子女優賞：田中麗奈
- 山路ふみ子新人女優賞：石橋静河
- 山路ふみ子映画功労賞：アルタミラピクチャーズ
- 山路ふみ子福祉賞：『光』
- 山路ふみ子文化財団特別賞：吉行和子、西田敏行

### 2018年（第42回）
- 山路ふみ子映画賞：濱口竜介『寝ても覚めても』
- 山路ふみ子女優賞：安藤サクラ
- 山路ふみ子新人女優賞：唐田えりか
- 山路ふみ子映画功労賞：大林恭子
- 山路ふみ子文化賞受賞者：三上智恵
- 山路ふみ子文化賞受賞者：大矢英代
- 山路ふみ子文化財団特別賞：草笛光子

### 2019年（第43回）
- 山路ふみ子映画賞：石川慶 『蜜蜂と遠雷』
- 山路ふみ子女優賞：前田敦子 『旅のおわり世界のはじまり』『町田くんの世界』
- 山路ふみ子新人女優賞：関水渚 『町田くんの世界』
- 山路ふみ子映画功労賞：ワダ・エミ
- 山路ふみ子文化賞：赤松陽構造
- 山路ふみ子福祉賞：前田哲[6] 『こんな夜更けにバナナかよ 美しき実話』
- 山路ふみ子文化財団特別賞：倍賞千恵子[7]

### 2020年
※新型コロナウイルスの終息が見込めない状況を鑑み、選考及び開催中止。

### 2021年（第44回）
- 山路ふみ子映画賞：西川美和『すばらしき世界』
- 山路ふみ子女優賞：尾野真千子『茜色に焼かれる』『明日の食卓』
- 山路ふみ子新人女優賞：清原果耶『護られなかった者たちへ』
- 山路ふみ子映画功労賞：倍賞美津子
- 山路ふみ子文化賞：横浜聡子『いとみち』
- 山路ふみ子福祉賞：高橋伴明『痛くない死に方』[9]

### 2022年（第45回）
- 山路ふみ子映画賞：久保田直『千夜、一夜』
- 山路ふみ子女優賞：
  - 伊藤沙莉
  - 吉岡里帆
- 山路ふみ子新人女優賞：嵐莉菜
- 山路ふみ子映画功労賞：香川京子
- 山路ふみ子文化賞：湯浅政明
- 山路ふみ子福祉賞：平塚千穂子
- 山路ふみ子文化財団特別賞：近藤明男